# Chongqing World Trade Center
Das Chongqing World Trade Center (重庆世界贸易中心; Pinyin: Chóngqìng Shìjiè Màoyì Zhōngxīn) ist der höchste Wolkenkratzer in der chinesischen Stadt  Chongqing.
Das Gebäude ist bis zur Spitze 283 Meter hoch und hat 60 Etagen, bis zum Dach ist das Gebäude 262 Meter hoch. Der Bau erfolgte zwischen 2002 und 2005, die volle Höhe wurde 2004 erreicht.